# JAM2
JAM2 (англ. Junctional adhesion molecule 2) – білок, який кодується однойменним геном, розташованим у людей на короткому плечі 21-ї хромосоми. Довжина поліпептидного ланцюга білка становить 298 амінокислот, а молекулярна маса — 33 207.
| 10         |  | 20         |  | 30         |  | 40         |  | 50         |
| ---------- |  | ---------- |  | ---------- |  | ---------- |  | ---------- |
| MARRSRHRLL |  | LLLLRYLVVA |  | LGYHKAYGFS |  | APKDQQVVTA |  | VEYQEAILAC |
| KTPKKTVSSR |  | LEWKKLGRSV |  | SFVYYQQTLQ |  | GDFKNRAEMI |  | DFNIRIKNVT |
| RSDAGKYRCE |  | VSAPSEQGQN |  | LEEDTVTLEV |  | LVAPAVPSCE |  | VPSSALSGTV |
| VELRCQDKEG |  | NPAPEYTWFK |  | DGIRLLENPR |  | LGSQSTNSSY |  | TMNTKTGTLQ |
| FNTVSKLDTG |  | EYSCEARNSV |  | GYRRCPGKRM |  | QVDDLNISGI |  | IAAVVVVALV |
| ISVCGLGVCY |  | AQRKGYFSKE |  | TSFQKSNSSS |  | KATTMSENDF |  | KHTKSFII   |

A: Аланін

C: Цистеїн

D: Аспарагінова кислота

E: Глутамінова кислота

F: Фенілаланін

G: Гліцин

H: Гістидин

I: Ізолейцин

K: Лізин

L: Лейцин

M: Метіонін

N: Аспарагін

P: Пролін

Q: Глутамін

R: Аргінін

S: Серин

T: Треонін

V: Валін

W: Триптофан

Задіяний у такому біологічному процесі, як альтернативний сплайсинг. 
Локалізований у клітинній мембрані, мембрані, клітинних контактах, щільних контактах.